# Simone Van Riet
Simone Van Riet (Jette, 12 april 1919 – 28 november 1993) was een Belgisch filoloog, filosoof en islamoloog, onder andere bekend vanwege haar vertalingen van het werk van de Perzische filosoof uit de 10e eeuw, Avicenna.

## Academische loopbaan
Simone Van Riet studeerde klassieke filologie aan de Université catholique de Louvain, waar ze in 1940 afstudeerde. Hierna gaf ze van 1940 tot 1949 les aan een meisjesinternaat. In 1944, op 24-jarige leeftijd, behaalde ze daarnaast de doctorstitel aan de Universiteit van Leuven, met een proefschrift over Cicero en de Griekse dramatische poëzie, getiteld Ciceron et les tragiques grecs.
Begin jaren vijftig, na een periode in Parijs met een studiebeurs, verlegde Van Riet haar aandacht naar het Arabisch en de wereld van de Islam. Ze ging colleges volgen in het Arabisch bij de Arabist Armand Abel (Universiteiten van Brussel en Gent), en in 1952-54 in Parijs bij Régis Blachère. In juli 1954 behaalde ze haar diploma bij de École nationale des langues orientales vivantes, het latere Institut national des langues et civilisations orientales. 
Eerst hield ze zich bezig met hedendaagse vraagstukken. Van 1959-1963 werkte ze bij het Centre national pour l'étude des problèmes du monde musulman contemporain; van 1963-1965 gaf Van Riet in Gent colleges in modern Arabisch. 
Vanaf 1961 verplaatste Van Riet's academische loopbaan zich naar de Universiteit van Leuven. Ze begon er als assistent van Gerard Verbeke en zou er snel carrière maken. In 1974 werd ze er hoogleraar. Ze gaf er colleges die verbonden waren met haar onderzoek op het gebied van Arabische filosofie en taal.
Haar levenswerk werd de kritische uitgave van de middeleeuwse Latijnse vertaling van het werk van de Perzische filosoof uit de 10e eeuw, Avicenna. Tot haar overlijden in 1993 publiceerde Van Riet acht delen hiervan.
Simone Van Riet werd verkozen tot lid van de Académie royale des sciences, des lettres et des beaux-arts de Belgique, en was ook buitenlands lid van de Koninklijke Nederlandse Academie van Wetenschappen. in 1977 nam ze de Prix Mercier in ontvangst.

## Publicaties
- Avicenna Latinus. Kritische editie van middeleeuwse Latijnse vertaling (8 delen gepubliceerd van 1968 tot 1992)